# Oostvaardersplassen

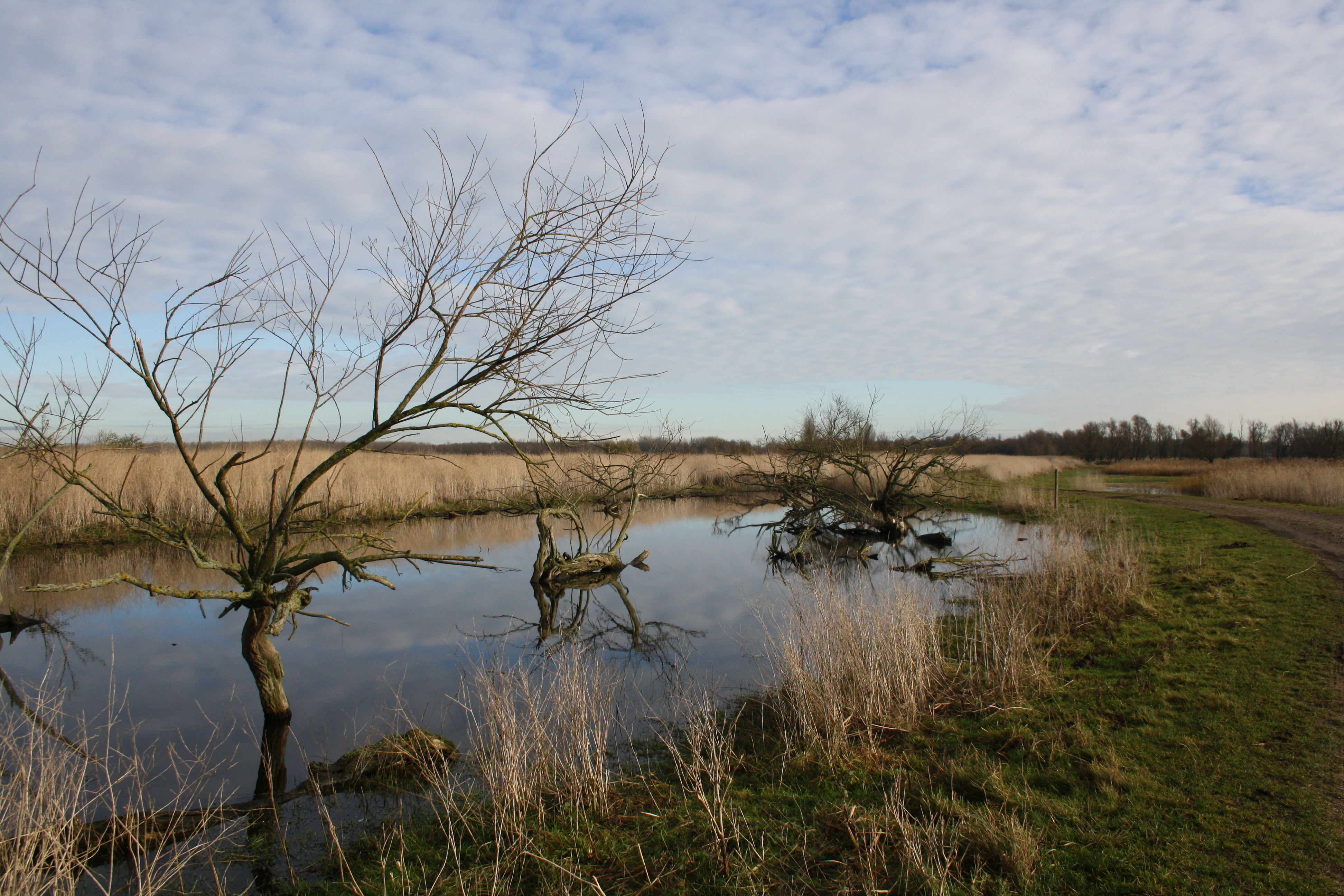
Paesaggio autunnale degli Oostvaardersplassen

Gli Oostvaardersplassen costituiscono una riserva naturale nel centro-nord dei Paesi Bassi, situata tra le città di Lelystad ed Almere del centro-nord dei Paesi Bassi, situata tra le città di Lelystad ed Almere, nella provincia del Flevoland. Si tratta della più grande area paludosa dei Paesi Bassi, circa 56 Km quadrati, gestita dallo State Forestry Service. Questa riserva, situata sotto il livello del mare, è un Polder che è stato creato nel 1968, ed è ritenuta un esempio di gestione della natura (REWILDING EUROPE).
In gran parte del territorio è precluso l'accesso ai visitatori, per preservarne l'ambiente naturale e per non disturbare la fauna presente.

## Geografia
Gli Oostvaardersplassen si trovano nella parte sud-occidentale del Flevoland, lungo la costa che si affaccia sul Markermeer, a sud/sud-ovest di Lelystad e a nord-est di Almere.

### Territorio
La riserva naturale degli Oostvaardersplassen si caratterizza per la presenza, oltre che di laghi, anche di pianure fangose, prati e boschi di salici.

## Fauna

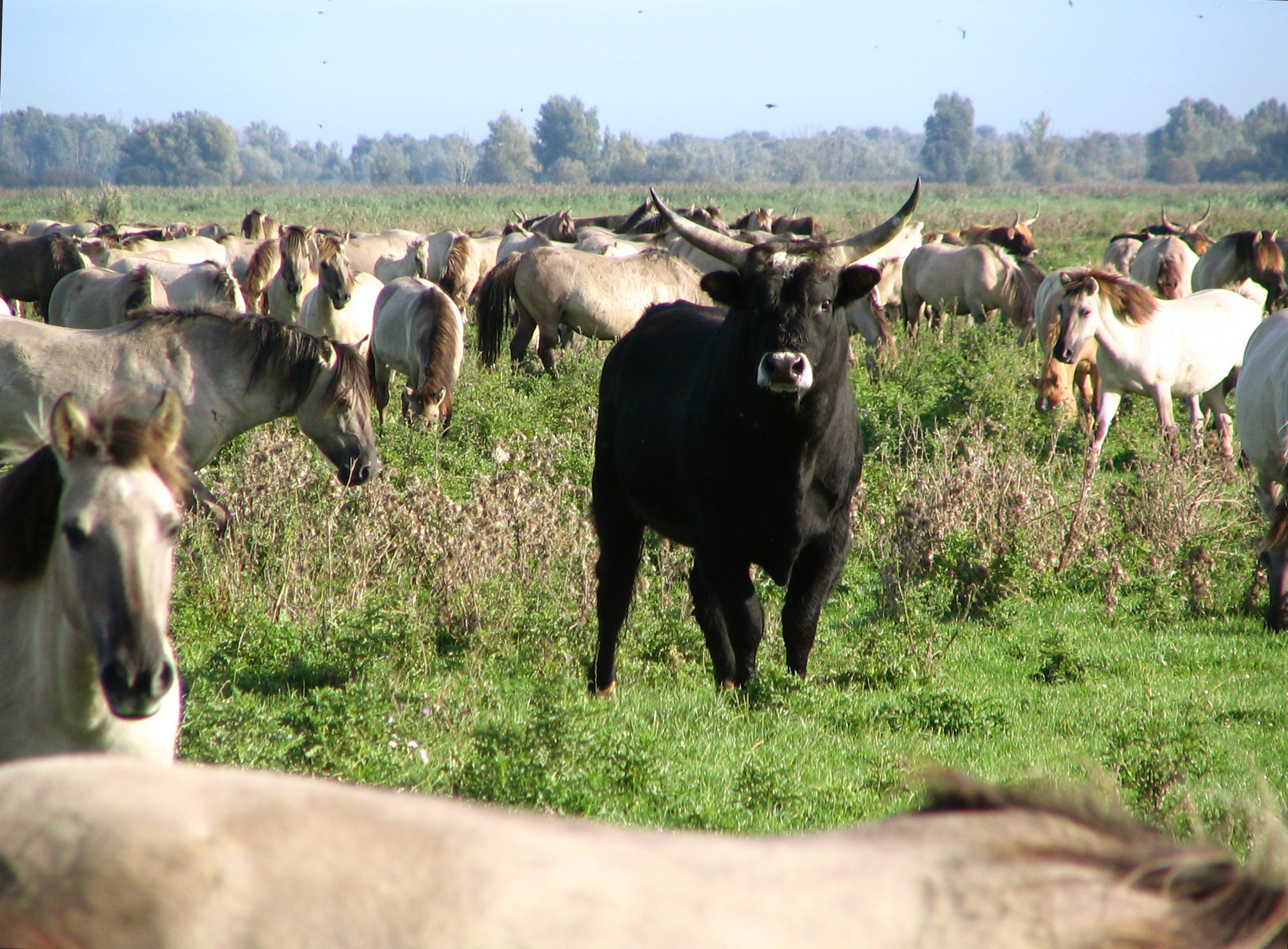
I grandi erbivori presenti oggi nella riserva Oostvaardersplassen

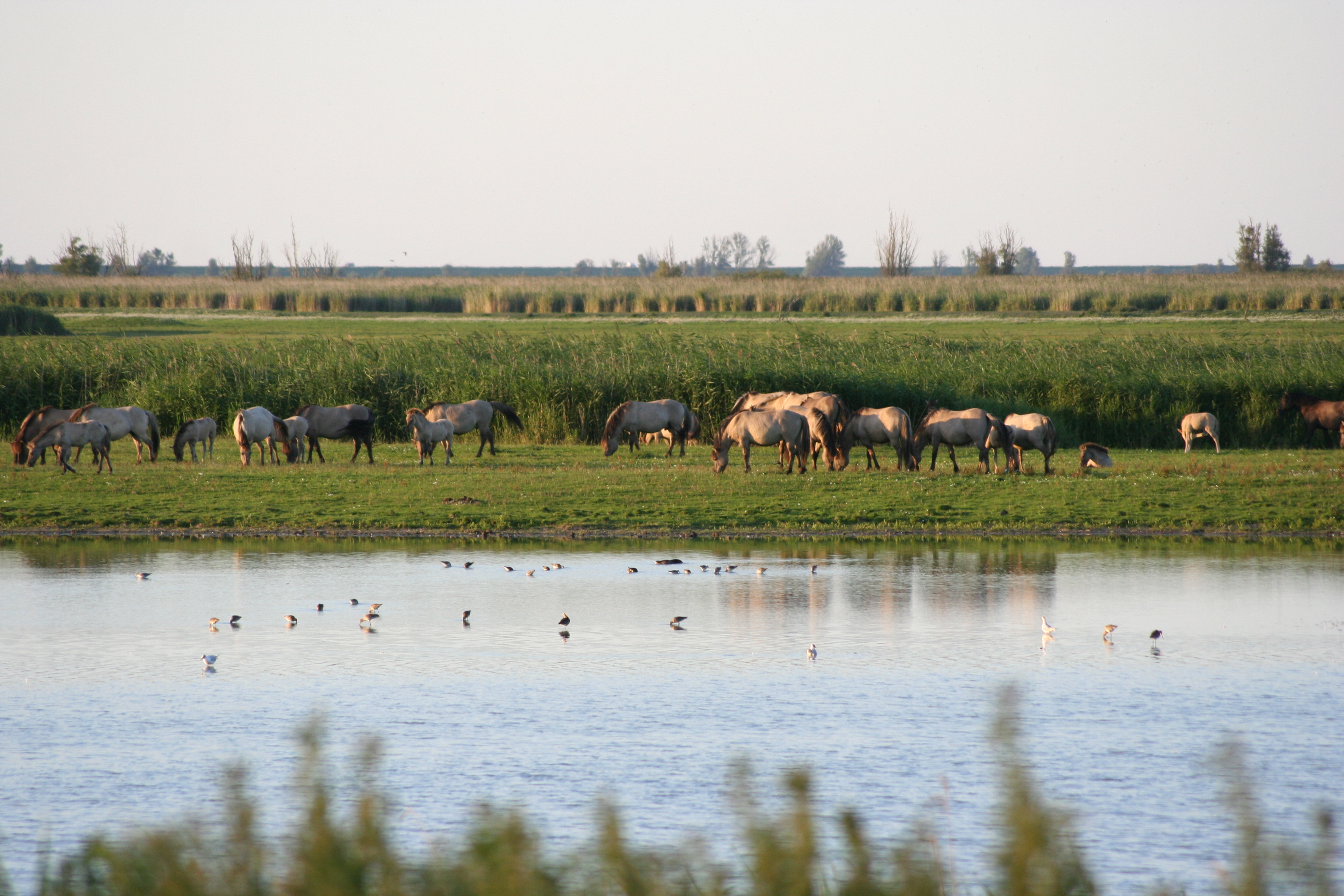
Pony di razza Konik negli Oostvaarderplassen

Gli acquitrini sono popolati da numerosi uccelli acquatici, limicoli e migratori quali: l'airone, l'ibis sacro, l'oca selvatica, il rallo, la spatola, il tarabuso, ecc.
Vi si possono trovare anche l'aquila di mare e l'albanella reale (simbolo della provincia del Flevoland). Bovini (per allevamento)

### Grandi erbivori
La riserva si trova sotto il livello del mare, è paludosa ma possiede anche vasti pascoli. I biologi suggerirono di ripopolare questa nuova area vergine con la fauna originaria del Paleolitico, un tempo presente in questa zona d'Europa: il cervo (Cervus elaphus), il bisonte (Bison priscus), il cavallo selvatico Tarpan (Equus ferus ferus) e l'uro (Bos taurus primigenius). 

I cervi furono importati direttamente dalla Scozia, ma il Tarpan e l'Uro, ormai estinti, furono sostituiti dal pony Konik, di origine polacca, e dal bovino di Heck, poiché occupano una simile nicchia ecologica. 
I grandi mammiferi tuttora assenti sono l'alce, il cinghiale e il bisonte europeo.
I bovini, i cervi ed i cavalli si sono moltiplicati, ma c'è un limite al numero di animali che quest'area può sostenere. In assenza di un predatore naturale (solamente la volpe è presente; l'introduzione del lupo è stata scartata a priori), i Rangers sono costretti ad uccidere gli animali in eccesso. È comunemente accettato che dal 30 al 60 percento della popolazione animale debba essere eliminata. Gli animali non possono migrare (come avviene nel Serengeti) per cercare nuovi pascoli, e quindi danneggiano la vegetazione, in maniera eccessiva. Durante l'inverno 2005, che fu particolarmente duro, alcuni animali morirono di fame, scatenando così le ire della pubblica opinione. 

Per il futuro, sono in corso studi per valutare la possibilità di creare un corridoio naturale verso altri parchi, tipo il Parco nazionale De Hoge Veluwe.